# لائحة
اللائحة آلية التشريع الفرعي بعد القانون والدستور وتقع على درجة أدنى، فلا يجوز أن تخالف القانون والذي بدوره لا يجوز أن يخالف الدستور.

## التعريف
تعريفها يشبه القانون في أنها تضم قواعداً عامةً مجردةً (أي ليس ضروري أن تختص بفئة بعينها ولا حالة بعينها ولا زمن بعينه) ملزِمةً (أي تترتب عقوبات على من يخالفها)، ولكنها تختلف عن القانون في أنها لا تصدر عن هيئة تشريعية (برلمان) ولا عن جهة تابعة لها، بل عن جهات أخرى هي في الأرجح جهات تنفيذية.

## الأنواع
تنقسم إلى ثلاثة أنواع.

### اللائحة التنفيذية
تفسر تفاصيل ما جاء في مواد قانون ما من عبارات عامة بوضوح. وكانت المادة 144 من الدستور المصري تنص على أنّ الذي يخرج اللوائح التنفيذية هو رئيس الجمهورية أو الذي يفوضها أو الجهة التي يحددها القانون نفسه، غالباً وزير. وقد تعرف بأنها 'مذكرة تفسيرية للقانون، إذا كانت المذكرة تفسر القانون كاملاً.

### اللائحة التنظيمية
تصدرها هيئات تنفيذية لتنظيم العمل المؤسسي داخل الهيئة نفسها وتوضيح تفاصيله من آليات تشغيلية وعقوبات إلخ. وتكون خاصة بجهة معينة فلا يجوز تطبيقها على هيئة أخرى.
فالأصل العام ان السلطة التشريعية هي صاحبة الحق في سن القوانين وذلك تكريسا وتجسيدا لمبدأ فصل السلطات الا انه يرد استثناء على ذلك فقد خوَّل الدستور الجزائري الحق للرئيس الجمهورية في سن القوانين وذلك عن طريق اللوائح التنظيمية طبقا للمادة 124 و 125 من الدستور الجزائري .
إضافة إلى ذلك القوانين وحدها لا ت كفي إذ لابد من للوائح لإتمام القانون مفعوله .

### لائحة الضبط
تصدرها السلطة التنفيذية أيضاً، في الحالات الاستثنائية للحفاظ على الاستقرار من أمن أو صحة عامة أو نحو ذلك، وقد تكون مؤقتة. ووفق المادة 172 من الدستور المصري لا يصدر لائحة الضبط إلا رئيس الجمهورية ومجلس الوزراء

## الحكم على صحتها
المحكمة الدستورية العليا هي الرقيب على دستورية اللوائح كما القوانين، وفق الدستور المصري. ومن الوارد أن يختص مجلس الدولة (القضاء الإداري) - إذا وقعت منازعة حول خروج لائحة ما عن القانون المنظم للعمل - وأن يكون أحد الجهات التي تحكم بصحة اللائحة.